# 布盧維斯塔 (亞利桑那州)
布盧維斯塔（英語：Blue Vista）是位於美國亞利桑那州格林利縣的一個非建制地區。該地的面積和人口皆未知。

## 地理
布盧維斯塔的座標為33°37′09″N 109°04′59″W / 33.61917°N 109.08306°W，而該地的平均海拔高度為1982米（即6503英尺）。